# Воронець Костянтин Петрович
Костянтин Петрович Воронець (серб. Константин Петрович Вороњец / Konstantin Petrovič Voronjec; 30 січня 1902, Київ — 19 жовтня 1974, Белград) — сербський професор машинобудівного факультету Бєлградського університету з 1963 року, член Сербської Академії наук і мистецтв, Югославського товариства механіків, Товариства прикладної математики та механіки. Кавалер Ордена Праці з Червоним прапором (1965).

## Біографія
Народився 17 (30) січня 1902 року в Києві, Російська імперія.
Син професора Київського політехнічного інституту, завідувача кафедри механіки, професора Петра Васильовича Воронця, спеціаліста в галузі теоретичної механіки. Нащадковий дворянин у Смоленській губернії, зі старовинного шляхетського роду з гербом Любич, записаним у шосту книгу родоводів по Смоленській та Воронезькій губерніях).
Костянтин Петрович Воронець закінчив школу та київську гімназію[яку?]. Після закінчення гімназії був мобілізований до Білої Армії, з якою опинився в Румунії, звідки прибув до Белграда, тоді як вся рідня залишилася в Києві.
Вступив на Природно-математичний факультет у Белграді на спеціальність механіка та математика, який закінчив у 1925 році. Ступінь доктора наук отримав у Паризькому університеті (1934).

## Книги
Професор Костянтин Воронець написав близько 40 наукових праць, у тому числі 5 університетських підручників з різних розділів механіки рідини.
- Вороњец, Константин. Техничка хидромеханика. — Београд : Научне књига, 1951.
- Voronjec, Konstantin; Nikola Obradović. Mehanika fluida. — Београд : Građevinska knjiga, 1960. — С. 338.
- Вороњец, Константин. Допуна курсу Механике флуида. — Београд : Машински факултет, 1969. — С. 230.
- Voronjec, Konstantin. Dinamika gasova : poslediplomski kurs na Mašinskom fakultetu. — Београд : Mašinski fakultet, 1969. — С. 154.